# Felipa Garnel
Felipa Garnel (Lisboa, 11 de novembro de 1964 (60 anos)) é uma apresentadora de televisão portuguesa.
Foi diretora de programas da TVI entre agosto de 2019 e janeiro de 2020, sendo substituída por Nuno Santos.

## Biografia
Apresentou na SIC os programas Mundo VIP, Clube VIP, o reality show Confiança Cega, e em 2001 muda-se para a RTP, onde apresenta o programa Melhor É Impossível. Depois deixa a carreira de apresentadora e torna-se diretora da revista de sociedade Lux, do grupo Media Capital, detentor da TVI. Nesse canal participa como jurada no programa Canta Por Mim e faz parte do grupo de apresentadores que conduziu as emissões especiais dos casamentos reais do príncipe Guilherme, Duque de Cambridge, com Catherine Middleton, a 29 de abril de 2011, e do príncipe Alberto II do Mónaco com Charlene Wittstock, a 1 de julho de 2011. Na TVI Ficção apresentou o programa diário Face To Face. Também foi locutora do Canal 1 de 1993 a 1996, nos fins e inícios de emissão.